# Садовский, Анатолий Владимирович
Анато́лий Влади́мирович Садо́вский (17 июня 1916, Екатеринослав — 5 апреля 1981) — советский футболист, полузащитник. Тренер.
Играл за днепропетровские команды «Сталь» Днепропетровск (1934), «Спартак» Днепропетровск (1935—1937, 1938), «Сталь» Днепропетровск (1937—1938, 1939), «Динамо» Ростов-на-Дону (1940), киевские «Локомотив юга» (1940), «Динамо» (1941, 1944—1948), Динамо (6-й райсовет, 1951), «Шахтёр» Сталино (1949).
Старший тренер клубов «Авангард» Краматорск (1962), «Кремень» Кременчуг (октябрь 1962—1963).